# Karl Deichmann
Pour les articles homonymes, voir Deichmann.
Karl Deichmann, également Karl Wilhelm August Deichmann, (né le 5 octobre 1863 à Uslar et mort le 12 février 1940 à Brême) est un syndicaliste et homme politique allemand (SPD). Il devient député du Reichstag, sénateur de Brême et enfin maire de Brême.

## Biographie

### Famille, éducation et travail
Deichmann perd son père avant sa naissance. À l'âge de onze ans, il doit travailler dans une fabrique de cigares et de 1877 à 1880, il apprend le métier de fabricant de cigares à Uslar. En 1880, il part en compagnonnage et en 1884 il s'installe à Brême, où il exerce son métier.

### Syndicalisme et politique
Deichmann devient membre de l'Association allemande des travailleurs du tabac et depuis 1891, il est le principal organisateur de ce syndicat. Deichmann est président de l'association de 1900 à 1928 et combat avec succès les griefs de l'industrie du tabac.
Dans le SPD, il est apparu contre la gauche forte du parti à Brême. C'est un proche confident de Friedrich Ebert. En 1912, Deichmann est élu au Reichstag pour la 11e circonscription de Hanovre (Einbeck-Northeim ). À partir de 1917, il est l'un des socialistes majoritaires du MSPD .
Pendant et après la révolution de novembre, il se prononce en faveur de la révolution. Après que la gauche a des difficultés à trouver des experts appropriés pour occuper les bureaux, des représentants syndicaux des socialistes majoritaires tels que Deichmann sont également acceptés au conseil des ouvriers et des soldats. Mais il rejette une république soviétique et se bat contre la république soviétique de Brême. Après la fin de la république soviétique de Brême le 4  février 1919, il rejoint le gouvernement provisoire de l'état de Brême et prend la direction de la police. Le 9 mars 1919, il est élu pour le MSPD à l'Assemblée nationale constituante de Brême. Il travaille ici sur l'important comité constitutionnel. L'Assemblée nationale l'élit le 10 avril 1919 au Sénat de la ville hanséatique libre de Brême, composé de représentants du MSPD et des partis libéraux DDP et DVP. Il est jusqu'à 9 juillet 1920 maire de Brême et président du Sénat.
De 1920 à 1928, le SPD n'est pas représenté au sénat. En 1928, il redevient membre de la Bürgerschaft de Brême. Le 17 avril 1928, il est élu sénateur de la police et en tant que maire, il est le représentant de Martin Donandt (non-parti) en tant que président du Sénat. Le 1er avril 1931, il démissionne de ses mandats pour des raisons de santé et met fin à ses activités politiques.

### Honneurs
- La Bürgermeister-Deichmann-Straße à Brême-Walle, district d'Utbremen, est nommée en son honneur en 1954.